# Croix-Mare
Croix-Mare è un comune francese di 693 abitanti situato nel dipartimento della Senna Marittima nella regione della Normandia.

## Società

### Evoluzione demografica
Abitanti censiti